# Gymnomyces xanthosporus
Gymnomyces xanthosporus är en svampart som först beskrevs av Hawker, och fick sitt nu gällande namn av A.H. Sm. 1963. Gymnomyces xanthosporus ingår i släktet Gymnomyces och familjen kremlor och riskor.   Inga underarter finns listade i Catalogue of Life.